# Bedawang

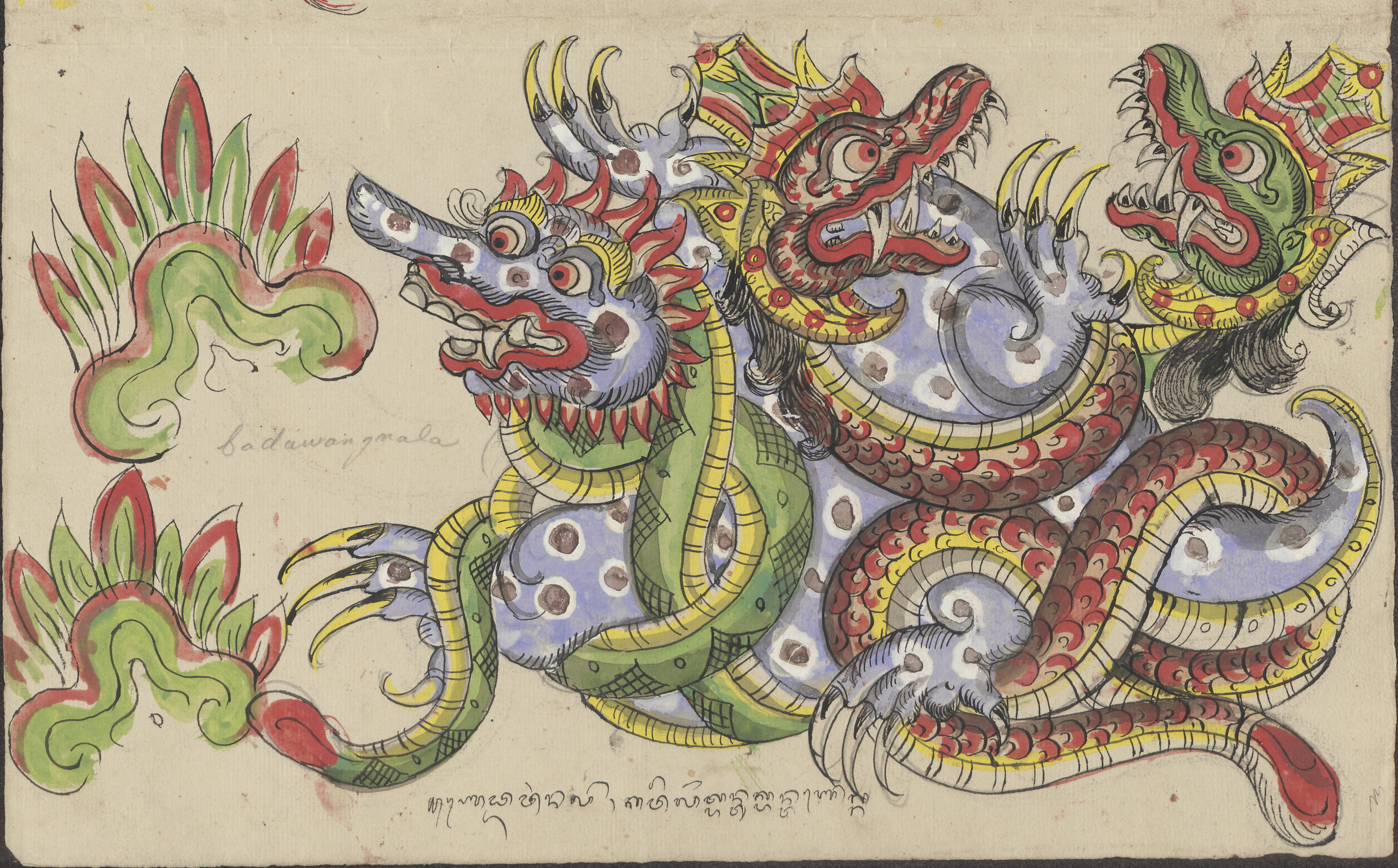
Peinture de Bedawang Nala
par I Ketut Gedé (vers 1890).

Bedawang ou Bedawang Nala est une tortue géante de la mythologie balinaise qui porte le monde sur son dos.

## Mythe
Bedawang fait partie du mythe de la création hindouiste balinais. Il est créé à la suite de la méditation du serpent cosmique Antaboga (en).
Il porte le monde sur son dos (en s'agitant, il provoque les séismes), figuré par deux nāga (serpents mythiques), Naga Basuki et Naga Antaboga, qui représentent les besoins humains (nourriture, habillement, logement et sécurité) et agissent comme agents stabilisateurs, ainsi que la Pierre noire qui couvre l'entrée du monde souterrain.

## Rites
Les tortues sont sacrées pour les hindous balinais et Bedawang est représenté par des peintures, des gravures et des sculptures dans les temples et les bades (tours de crémation).
Les tortues de mer sont chassées et données en offrande dans les cérémonies religieuses où leur tête symbolise Bedawang. Pour préserver les espèces de tortues marines, il a été décrété par les chefs religieux balinais qu'une image ou un gâteau de riz en forme de tortue pouvaient être utilisés à la place de l'animal.

## Représentations

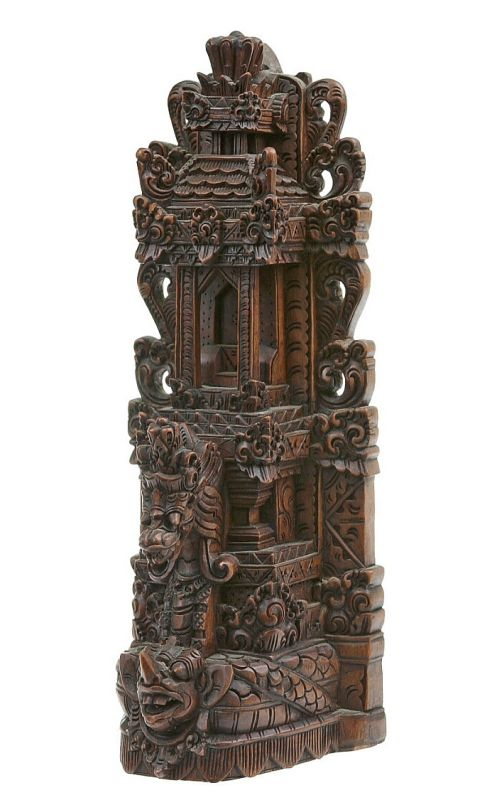
Statue en bois représentant un sanctuaire avec le serpent Antaboga (en) et la tortue Bedawang Nala.
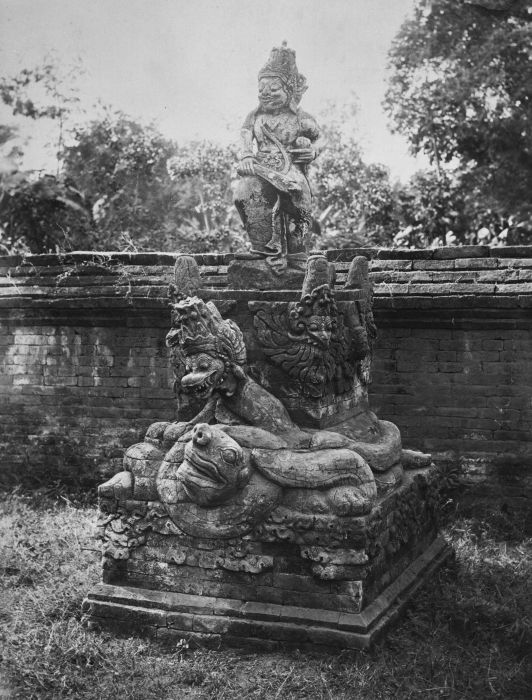
Statue de Ravana et Bedawang Nala et d'un naga (peut-être Antaboga ou Basuki) dans le temple hindou de Grobogan.
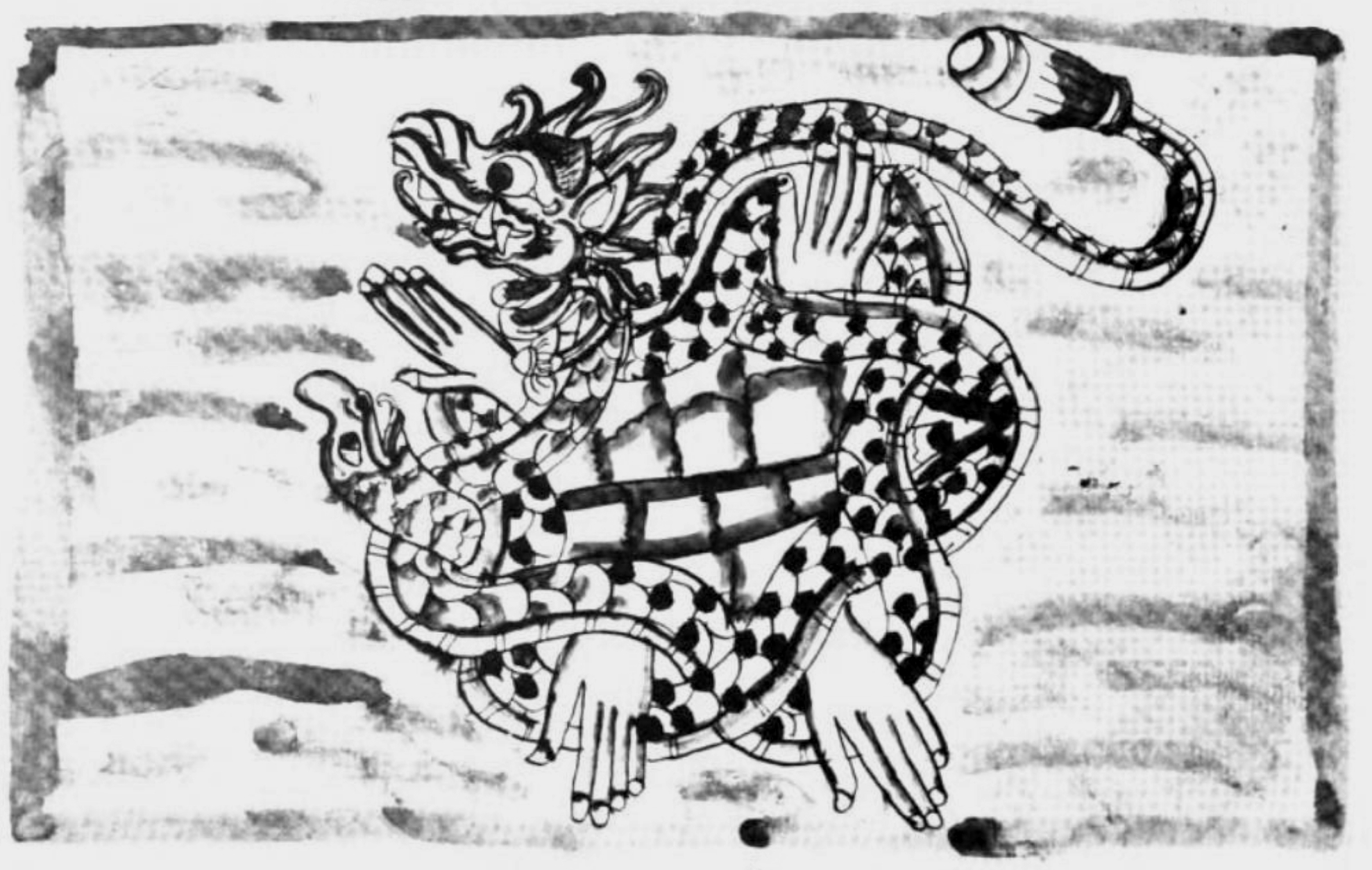
Bedawang Nala, Encre noire et grise.